# Protobothrops
Protobothrops là một chi rắn độc thuộc họ Viperidae. Các loài của chi này phân bố khắp Châu Á.
Nọc độc của Protobothrops có thể đa dạng và độc đáo giữa các sinh vật riêng lẻ của cùng một loài và các loài khác nhau và đã chứng tỏ khả năng tiến hóa một cách nhanh chóng. 
Có thể giải thích cho những đặc điểm này là môi trường sống nơi Protobothrops cư trú chứa nhiều loại con mồi có thể đã thúc đẩy sự đa dạng hóa các gen liên quan đến nọc độc.

## Loài
Chi này có 14 loài:
- Protobothrops cornutus (Smith, 1930)
- Protobothrops dabieshanensis Huang, Pan, Han, Zhang, Hou, Yu, Zheng & Zhang, 2012
- Protobothrops elegans (Gray, 1849)
- Protobothrops flavoviridis (Hallowell, 1861)
- Protobothrops himalayanus Pan, Chettri, Yang, Jiang, Wang, Zhang & Vogel, 2013
- Protobothrops jerdonii (Günther, 1875)
- Protobothrops kaulbacki (Smith, 1940)
- Protobothrops mangshanensis (Zhao, 1990)
- Protobothrops maolanensis Yang, Orlov & Wang, 2011
- Protobothrops mucrosquamatus (Cantor, 1839)
- Protobothrops sieversorum (Ziegler, Herrmann, David, Orlov & Pauwels, 2000)
- Protobothrops tokarensis (Nagai, 1928)
- Protobothrops trungkhanhensis Orlov, Ryabov & Nguyen, 2009
- Protobothrops xiangchengensis (Zhao, Jiang & Huang, 1979)